# Ночница Наттерера
Ночница Наттерера (лат. Myotis nattereri) — вид небольших летучих мышей рода ночниц. Названа в честь австрийского натуралиста Иоганна Наттерера. Ранее сюда относили ночниц амурскую и закавказскую.

## Описание
Масса тела обычно составляет 6—12 г, длина тела 40—52 мм, длина хвоста 39—44 мм, длина предплечья 36—43 мм, размах крыльев 24—30 см.
Ухо длинное, узкое, с ровным задним краем морда длинная, маска голая, розоватая. Ступня с когтями примерно равна половине голени. Крылья широкие, крыловая перепонка крепится к основанию внешнего пальца ступни. Задний край межбедренной перепонки усажен длинными ресничками и жесткими щетинками. Эпиблемы нет. Мех густой, длинный, неровный, волосы на спине серо- или буровато-палевые с более тёмными основаниями, на брюхе — палево-бёлесые. Пустынная форма tschuliensis более светло окрашена. Испанская форма escalerae — возможно, самостоятельный вид.

## Распространение
От севера Западной Европы (включая Англию) и Средиземноморья до Среднего Урала, Кавказа, Туркменистана и Ближнего Востока.

## Образ жизни
Населяет различные ландшафты от смешанных и лиственных лесов до пустынь и антропогенных местообитаний, но обычно связана с древесной растительностью. Убежища — дупла деревьев, дуплянки, постройки. Часто держится поодиночке и с другими видами летучих мышей. Вылетает на охоту поздно, полет небыстрый, очень маневренный. Летает невысоко от земли вдоль опушек, просек и т. п., обычно собирая насекомых с субстрата. Эхолокационные сигналы обычно очень низкой интенсивности в диапазоне 80—35 кГц, с максимальной амплитудой около 50 кГц. Оседла, зимует в различных подземных убежищах. Спаривание на зимовке. Размножается в начале-середине лета, выводковые колонии до нескольких десятков самок, самцы обычно держатся обособленно. В выводке 1 детеныш, лактация 1,5—2 месяца. Живёт до 20 лет.